# خانه مرتضی سید تاج‌الدین سروستانی
خانه مرتضی‌سیدتاج الدین‌سروستانی مربوط به دوره قاجار است و در شیراز، محله قدیمی میدان شاه چراغ، خیابان لطفعلی‌خان زند، ک۶۱ واقع شده و این اثر در تاریخ ۱۰ خرداد ۱۳۸۲ با شمارهٔ ثبت ۸۶۹۶ به‌عنوان یکی از آثار ملی ایران به ثبت رسیده است.